# Kepler Universitätsklinikum
Das Kepler Universitätsklinikum ist ein Universitätsklinikum in Österreichs drittgrößter Stadt Linz. Es ist aus Anlass der Gründung einer medizinischen Fakultät an der Johannes Kepler Universität Linz formal am 31. Dezember 2015 entstanden, zusammengelegt aus drei bis dahin separaten Krankenhäusern, dem Allgemeinen Krankenhaus der Stadt Linz (AKh) (nun unter der Standort-Bezeichnung Med Campus III.), der Landes-Nervenklinik Wagner-Jauregg Linz (nun unter der Standort-Bezeichnung Neuromed Campus) und der Landes-Frauen- und Kinderklinik Linz (nun unter der Standort-Bezeichnung Med Campus IV). Mit rund 1.830 Betten handelt es sich um das zweitgrößte Krankenhaus Österreichs.

## Geschichte
Die Gründung des Kepler Universitätsklinikums ging auf die langjährigen Bemühungen zurück, in Linz eine medizinische Fakultät einzurichten. 1990 gab es im Oberösterreichischen Landtag erstmals Gespräche zu diesem Thema. Ab 2005 (Antrag auf Errichtung einer medizinischen Universität in Linz im Oberösterreichischen Landtag) nahm das Projekt dann zunehmend Fahrt auf. 2012 gab es erstmals Pläne zur Zusammenlegung der drei Krankenhäuser und 2013 fand der offizielle Projektstart mit Beschlüssen in Nationalrat und Ministerrat statt. Auch die Kooperation mit der Medizinischen Universität Graz wurde 2013 in die Wege geleitet.
Im Herbst 2014 wurde dann an der Universität Linz die Medizinische Fakultät gegründet. Ebenfalls im Herbst 2014 startete die erste Kohorte von Studenten mit dem vorklinischen Studienabschnitt an der Medizinischen Universität Graz. Diese wechselte im Herbst 2016 für den klinischen Studienabschnitt nach Linz. Für das Studienjahr 2018/19 hat die JKU erstmals 60 Plätze für Studierende geboten, die ihre Ausbildung vollständig in Linz absolvieren.
Im September 2018 wurde die Gespag von einer Aktiengesellschaft (AG) in eine Gesellschaft mit beschränkter Haftung (GmbH) umgegründet. Mit 12. Juli 2019 übertrug das Land Oberösterreich der Oberösterreichischen Gesundheitsholding GmbH die Anteile des Landes Oberösterreich am Kepler Universitätsklinikum.